# PalaDesio
Il PalaDesio (ora PalaFitLineDesio e, in precedenza, PalaBancoDesio) è il più importante palazzetto dello sport della città di Desio (MB). Con una capienza di 6.700 posti, è la struttura sportiva coperta più capiente di tutta la Brianza ed è tra le più capienti d'Italia.
L'impianto venne inaugurato il 12 marzo 1992 dopo 18 mesi di lavori. La struttura però è stata sfruttata al massimo delle sue potenzialità solo parecchi anni dopo, in quanto inizialmente strettamente legata alle alterne vicende della locale squadra di basket, l'Aurora Desio, che dopo aver conquistato la promozione nella massima serie fu costretta a cedere il titolo e non riuscì più a tornare ad alti livelli, lasciando il vuoto a livello sportivo, colmato da qualche concerto ed evento culturale. 
Attualmente è dato in gestione alla società San Giorgio '79, una tra le più importanti società italiane nell'ambito della ginnastica ritmica, capace di trasformare la struttura del PalaDesio nell'Accademia Federale della squadra nazionale di ginnastica ritmica e ospita le partite casalinghe della Pallacanestro Cantù (fino alla stagione 2026-2027, quando è prevista l'apertura della Cantù Arena).
Nelle stagioni 2011-12 e 2012-13 ha ospitato le gare interne in Eurolega della Pallacanestro Cantù.
Inoltre dalla stagione 2012-13 ospita le partite casalinghe anche dell'Olimpia Milano, quando l'Unipol Forum di Assago è indisponibile.
Il 20-21-22 febbraio 2015 ha ospitato le Beko Final Eight 2015 per l'assegnazione della Coppa Italia di pallacanestro.
Nella stagione 2014-15 ha ospitato le partite casalinghe della Powervolley Milano nel campionato di Pallavolo di Serie A1.

## Storia
L'esigenza di un nuovo palasport nella città di Desio si avvertì alla fine degli anni ottanta, quando la Filanto Desio conquistò per la prima volta una storica promozione in serie A1. Nel 1991 venne progettato dall'ingegner Clemente Schiatti il nuovo palazzetto dello sport di Desio e in soli 18 mesi venne ultimata la costruzione. La Elecon Desio riuscì anche a conquistare nel 1994 una promozione in serie A1 nel nuovo PalaBancoDesio davanti a 2.000 spettatori in occasione della gara contro Trapani ma per problemi finanziari la squadra venne sciolta e il titolo ceduto alla squadra di Roma. Iniziò così un periodo nero per la struttura sportiva che rimase così senza alcun gestore, tanto fu negativa la situazione che anche il Banco Desio ritirò la propria sponsorizzazione, lasciando così i costi di gestione all'amministrazione comunale.
Nel 1996 il comune di Monza, dopo aver scartato due progetti perché ritenuti troppo onerosi, chiese la disponibilità di poter realizzare una struttura simile nel proprio territorio. Il comune di Desio concesse l'uso gratuito del progetto esecutivo, creando così una clonazione del PalaDesio, l'odierno Palazzetto dello Sport (Monza), a pochi chilometri di distanza, ma con una capienza ridotta rispetto all'originale.
Nel corso degli anni la struttura è stata sfruttata per alcune stagioni, oltre che dall'Aurora Desio, dalla pallacanestro femminile Feg Robbiano (serie A2) e dalla pallavolo femminile Preca Moda Cislago (serie A1).
Dopo che l'Aurora Desio fece ritorno al palazzetto Aldo Moro, la società Ginnastica San Giorgio '79, divenuta una delle realtà ginniche più importanti sul panorama nazionale grazie ai successi ottenuti nelle varie discipline, nel 2001 trasformò la struttura desiana nel punto di riferimento per la ginnastica ritmica italiana organizzando il raduno collegiale permanente e gli allenamenti della nazionale italiana.
Nel 2011 ritorna il grande basket nel palazzetto di Desio grazie alla Pallacanestro Cantù: la società canturina riesce ad ottenere l'accesso all'Eurolega ma non disponendo di una struttura adeguata, in quanto la sede delle gare casalinghe (il Palasport Pianella di Cucciago) non aveva i requisiti necessari per poter ospitare le gare della massima competizione cestistica continentale, avendo solamente 3.910 dei 5.500 posti minimi richiesti. La Bennet Cantù realizza un restyling che rende il PalaDesio un degno palcoscenico per il grande basket.
Nel settembre 2012 la Pallacanestro Cantù viene incaricata di organizzare il girone di qualificazione all'Eurolega all'interno dell'impianto. Il club accetta l'incarico e lavora congiuntamente al comune di Desio per ospitare l'evento.

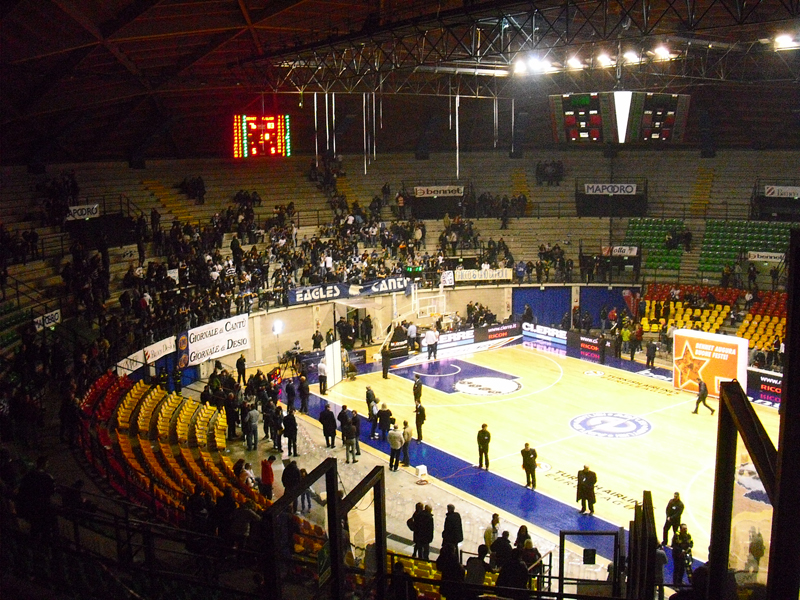
Il Paladesio nel 2012 al termine della partità di Eurolega tra Cantù e Fenerbahce.

Nel corso del 2013, del 2014, del 2015 e del 2016, l'Olimpia Milano ha utilizzato l'impianto brianzolo nelle seguenti occasioni a causa della non disponibilità dell'Unipol Forum di Assago (sua sede abituale per le partite casalinghe): per la stagione 2012/2013: Milano-Cremona (regular season campionato) e Milano-Siena (play-off campionato, quarti, gara 5); per la stagione 2013/2014: Milano-Pistoia (regular season campionato); Milano -Montegranaro (regular season campionato); Milano-Bamberg (regular season Eurolega); Milano-Málaga (Top 16 Eurolega); per la stagione 2014/2015: Milano-Fenerbahçe (regular season Eurolega); Milano-Panathīnaïkos (regular season Euroleague); per la stagione 2015/2016: Milano-Trento (play-off campionato, quarti, gare 1 e 2); Milano-Venezia (play-off campionato, semifinali, gare 1 e 2); per la stagione 2016/2017: Milano-Baskonia (regular season Eurolega).
Nel febbraio 2015 il PalaDesio ha ospitato le Final Eight di Coppa Italia di basket, terminate con una vittoria della Dinamo Sassari sull'Olimpia Milano.
Nell'aprile 2015 la Pallacanestro Cantù ha giocato due partite casalinghe della regular season del campionato 2014/2015, la prima il 16 aprile il derby contro l'Olimpia Milano vincendo per 83-64, la seconda il 19 aprile contro la Vanoli Cremona. Durante queste due gare la società brianzola ha giocato con una maglia di color legno per la concomitanza con il Salone Internazionale del Mobile e per rendere omaggio alla grande presenza di falegnami nella città di Cantù.
In concomitanza con i lavori di costruzione della Cantù Arena il PalaDesio ha ospitato tutte le partite casalinghe della Pallacanestro Cantù dalla stagione 2016-17 alla stagione 2024-25 (e le ospiterà anche per le successive due stagioni in attesa della realizzazione del progetto prevista per il 2027). Inoltre la compagine locale Aurora Desio è tornata per le stagioni 2023-24 e 2024-25 a giocare al paladesio vista la partecipazione al campionato di Serie B Nazionale.

## Eventi
Viene ospitato annualmente il Trofeo Città di Desio di scherma, organizzato dalla Società Scherma Desio e che annualmente raccoglie una media di 500 atleti delle categorie Under-14 e Assoluti di fioretto, spada e sciabola, giunto alla sua trentunesima edizione come una delle manifestazioni schermistiche più longeve nel panorama italiano.
Dal 2009 l'Aurora Desio organizza il Trofeo Lombardia, riservato alle più importanti squadre del palcoscenico cestistico lombardo ed internazionale.
Ogni anno, in primavera, viene regolarmente organizzato un meeting di preghiera che raccoglie migliaia di fedeli per venerare la Madonna di Medjugorje.
Nel febbraio 2015 venne ospitata la Coppa Italia - Final eight di basket.

## Struttura e capienza
Il PalaDesio ha una struttura circolare, ad anfiteatro, composta da tre file: parterre, primo anello e secondo anello. La capienza totale del palazzetto è di 6.700 posti che può giungere fino ad 8.000 sfruttando il parterre. Il record di spettatori (6297) risale al derby di basket Cantù - Milano (della stagione 2017 -2018)
- Il parterre è presente nelle due parti centrali del campo ed è diviso in Parterre Gold (dietro le panchine) e Parterre Platinum (di fronte alle panchine).
- Il primo anello è diviso nei settori Tribuna (nella parte centrale del campo) e Gradinata (nelle due parti a fondo campo).
- Il secondo anello non presenta alcuna divisione tra i vari settori tranne che per il settore ospiti.